# Tromatobia huebrichi
Tromatobia huebrichi là một loài tò vò trong họ Ichneumonidae.